# Kepler (opera)

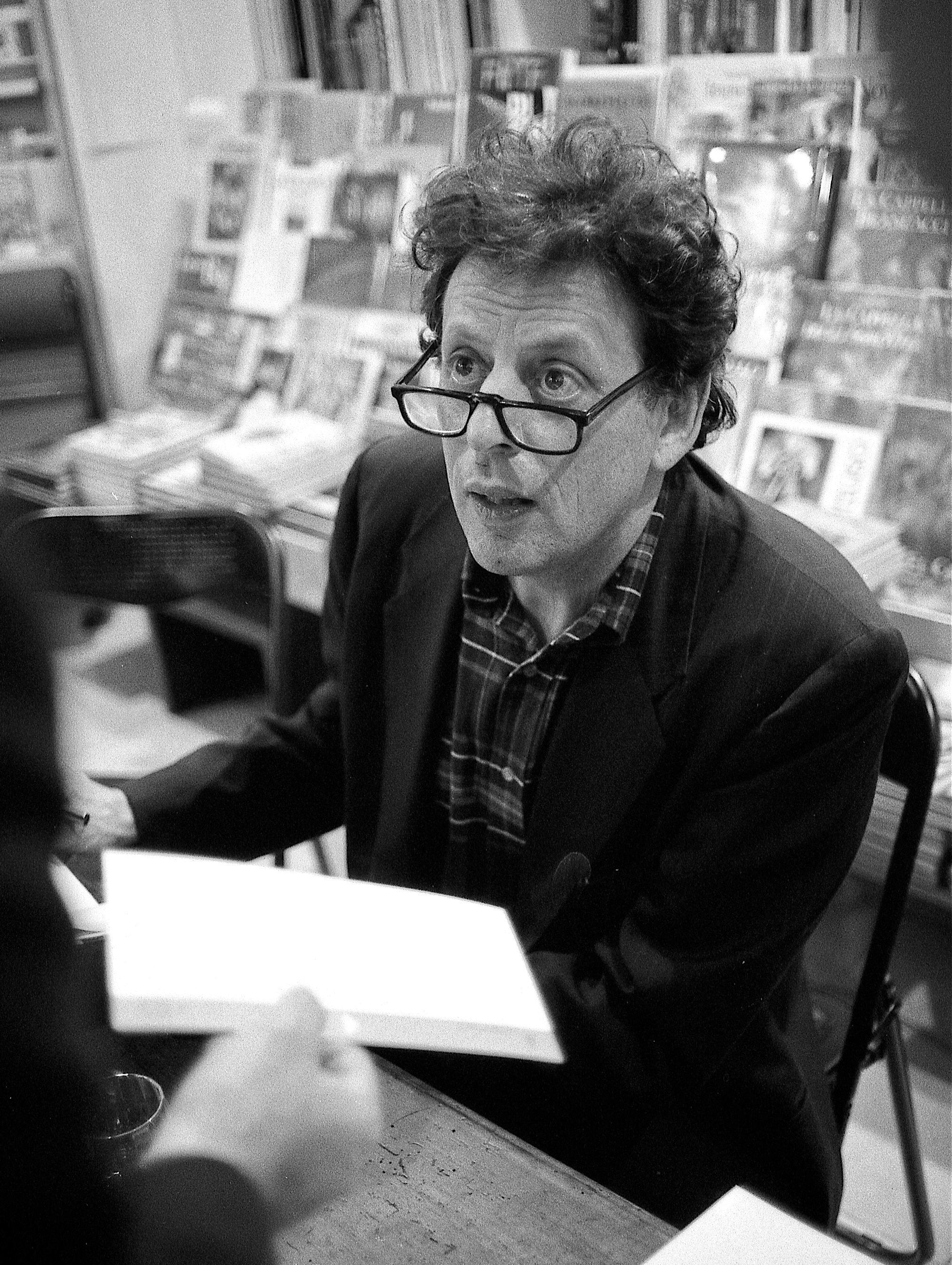
Philip Glass

Kepler är en opera i två akter med musik av Philip Glass till ett libretto på tyska och latin av Martina Winkel.

## Historia
Operan hade premiär den 20 september 2009 på Landestheater i den österrikiska staden Linz med Dennis Russell Davies som dirigent. Librettot bygger på 1600-tals astronomen och matematikern Johannes Keplers liv och öden. Verket var en beställning av Linz Landestheater och Linz09 (för att fira stadens utnämning till Europeisk kulturhuvudstad). Operan hade amerikansk premiär i maj 2012 vid Spoleto Festival; dirigerad av John Kennedy och i regi av Sam Helfrich, i en engelsk översättning av Saskia M. Wesnigk-Wood.
Det var den tredje operan av Glass som var inspirerad av en fysiker, efter Einstein on the Beach (1976) och Galileo Galilei (2002).

## Handling
"Fragment av vetenskapsmannen Johannes Keplers liv och idéer kontrasteras med segment från skapelsehistorien och dikter av Andreas Gryphius, vilka skildrar Europa under Trettioåriga kriget."

### Akt 1
- Prolog
- I.   Questions 1
- II.   Polyeder
- III.  Genesis
- IV.  Gryphius —Auf die Nacht (Upon the Night)
- V.   Physica Coelestis
- VI.  Gryphius 2
- VII.  Questions 2
- VIII.  Gryphius 3—Eyes. Optical Paradox

### Akt 2
- I.   On Astrology
- II.  Gryphius 4—To the Stars
- III.  Hypotheses
- IV.  Gryphius 5:—Tears of the Fatherland
- V.   Ephemerides
- Epilog